# Boris Bergman
Pour les articles homonymes, voir Bergman.
Ne doit pas être confondu avec Boris Bergmann.
Boris Bergman, né le 31 août 1944 à Aurillac, est un parolier, écrivain, acteur et  dramaturge français d'origine russe.
Il est notamment connu comme parolier des premiers succès d'Alain Bashung. Auteur prolifique, il a écrit plus de 1 000 chansons.

## Biographie
Gérard Michel Henri Bergman naît né le 31 août 1944 à Aurillac,. Ses parents, juifs ashkénazes, viennent d'Ukraine, Odessa et Kiev, où ils ont fui les pogroms. Arrêté et incarcéré à Drancy, son père Barouch Jacob Bergman a échappé à la déportation. Boris fait ses débuts de parolier en écrivant sa première chanson, Nocturne, pour Eva en 1967 et, dès 1968, le succès est au rendez-vous lorsqu'il écrit le texte anglais Rain and Tears pour Aphrodite's Child. Il devient alors l'auteur d'une multitude de chansons pour les artistes les plus divers dont Richard Anthony (L'An 2005), Dalida (Darladirladada), France Gall (Les Années folles, La Manille et la Révolution, Shakespeare et Pire encore), Juliette Gréco (Les Feuilles de tabac, Le Roi Misère), Patrick Juvet (Sonia), Marie Laforêt (Pourquoi les hommes pleurent), Catherine Lara (Dernière édition), Herbert Léonard (Mon cœur est comme une rivière), Mireille Mathieu (Ma mélodie d'amour, 1976), Nana Mouskouri (Mon enfant) et surtout Nicoletta qui fait un tube avec Fio Maravilla (1973).
En 1973, Bergman écrit, sur une musique de Bernard Liamis, Un train qui part, que Marie défend pour Monaco au Concours Eurovision de la chanson où elle arrive 8e. Il récidive à l'Eurovision en 1975 en écrivant, toujours pour Monaco, Une chanson c'est une lettre sur une musique d'André Popp et interprétée par Sophie qui se place en 13e position. Il écrit aussi pour la chanteuse québécoise Nicole Martin la chanson Ce serait dommage en 1974. Représentant le Québec au Festival de la Rose d'Or d'Antibes avec ce titre, Nicole Martin remporte d'ailleurs un premier prix d'interprétation cette année-là.
Son anglophilie le conduit naturellement, dans la mouvance de l'époque, à écrire les adaptations françaises de succès anglophones. On lui doit notamment l'adaptation de la chanson du film Le Parrain qui s'intitule en français Parle plus bas. Mais au fil de collaborations plus engagées avec des chanteurs comme Maurice Dulac et Christophe, c'est au début des années 1980, avec Alain Bashung, que son style trouve sa plénitude au travers des succès que sont Gaby oh Gaby et Vertige de l’amour. Il apparaît alors comme le double du chanteur, à tel point que les deux hommes se brouillent dès 1981 après que le journal Libération a consacré un grand portrait à Boris Bergman, chose qu'Alain Bashung aurait mal vécue. Après trois ans de brouille, les deux hommes se retrouvent pour l'album Passé le Rio Grande en 1986 puis pour l'album Novice en 1989. Les deux hommes se séparent en 1990 sans quasiment se revoir, Jean Fauque prenant la place de Bergman comme parolier.
Dans un documentaire sur la chanson française réalisé par Philippe Manœuvre et diffusé sur Canal+, Boris Bergman affirme « Je n'ai jamais écrit AVEC Bashung, j'ai écrit POUR Bashung ».

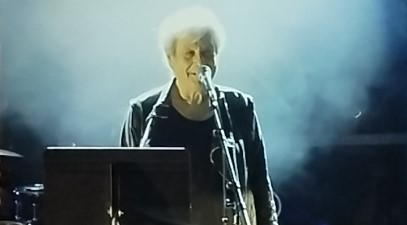
Boris Bergman sur la scène de la mairie de Juvisy-sur-Orge le 18 juin 2022.

Bergman rend hommage à son ancien complice à la mort de ce dernier, notamment dans un article paru dans Libération.
La manière dont certaines critiques ont perçu sa collaboration avec Bashung le fait sourire aujourd'hui : « Certains journalistes de ce que j’appelais « le triangle des bermudas », c’est-à-dire des gens de chez Télérama, Libé et Les Inrocks, m’ont un peu « chahuté ». Pour eux, j’étais l’auteur qui avait fait les vilaines chansons de Bashung. Pour les intégristes de Bashung, sa vie commence à partir de Play blessures. Mais comme j’ai fait l’album Novice en 1989 (7 chansons en tout), ils sont bien emmerdés d’avouer que c’est le même homme qui a écrit Gaby Oh ! Gaby ! et Vertige de l’amour. ». Bashung l'appelle « le fou chanté », en référence au fou chantant.
Tout en continuant à écrire pour d'autres chanteurs (Alain Chamfort, Axel Bauer, Paul Personne, Lio, Maxime Le Forestier, Venice, Rod Barthet), il apparaît comme acteur à la télévision dans Au nom de tous les miens de Robert Enrico (1983) ou au cinéma dans des films comme Jésus de Montréal de Denys Arcand (1989) et Personne ne m'aime de Marion Vernoux (1994).
En 1990, il écrit les textes et réalise les clips de Metamorphosis et Maria pour Axel Bauer.
En 1991, il signe les adaptations françaises des chansons du film d'animation Rock-o-rico de Don Bluth et participe au doublage des voix de la version française (BO Rock-o-rico).

En 2005, il écrit la chanson The Angry Man on The Pier pour Hubert-Félix Thiéfaine : 

« J’avais une musique et j’ai dessiné Hubert de dos sur une digue et c’est vraiment ce qui m’a donné l’idée de la chanson. C’était une chanson pour laquelle Hubert ne voulait pas faire le texte. Il voulait un texte qui soit un peu en russe, un peu en anglais, un peu en français. Ça s’est appelé The Angry Man on The Pier (L’Homme sur la Digue). »

En 2006, en hommage à Serge Gainsbourg mort en mars 1991, Boris Bergman adapte en anglais 14 de ses chansons, interprétées entre autres par Marianne Faithfull, Franz Ferdinand, Placebo et Jane Birkin.
En novembre 2008, il s'inspire d'une nouvelle de Tchekhov pour créer et mettre en scène « une comédie musicale minimaliste », Yalta 1916, une pièce musicale acoustique présentée au Théâtre de l'Épée de Bois à Paris (12e arr.).
L'année 2009 est marquée par sa collaboration avec Bruno Letort sur un projet de comédie musicale baptisée Sakurajima (Le Kabaret au fond du volcan) et par sa présence comme auteur, dans l'album On trace la route de Christophe Maé sorti en mars 2010.
En 2011, il participe à l'écriture des paroles de l'album Grizzly (ça c'est vraiment moi) de Louis Bertignac.
Sur une musique de David Salkin, il écrit les paroles de L'Enfer et Moi, chanson qu'Amandine Bourgeois défend au Concours Eurovision de la chanson 2013 qui se déroule à Malmö (Suède) le 18 mai 2013. Amandine Bourgeois est classée à la 23e place sur 26 participants.
En 2012, Il écrit sur l'album Appel d'air du chanteur de country Ian Scott, les titres Ma peau sur ma peau , Appel d'air et Il revient .
En 2013, il écrit deux chansons pour son amie Zouzou qui revient à la chanson avec l'album En vers libre produit par Stéphane Vilar et le guitariste Denys Lable (disque Big Beat/Naïve).
En 2014, Rod Barthet et Boris Bergman sont de nouveau réunis sur l'album de Rod Barthet, Les Filles à l'écoute.
En janvier 2022, il est l'auteur des paroles du single Ici Londres d'Axel Bauer. Ce titre, qui aborde l'idée de résistance, revisite les messages émis par Radio Londres pendant la Seconde Guerre mondiale et contient des enregistrements de la voix de Franck Bauer, père d'Axel et dernier speaker de Radio Londres.
La même année, il apparaît dans le documentaire de son ami Alain Cavalier, L'Amitié.
Il entame une collaboration avec Stéphane Leborgne (Arborn), durant le premier confinement. Il lui offre 10 textes, dont 6 chansons figurent sur son second album Se jouer, sortie en septembre 2023, succédant à l’album Le banquet des moutons, sorti en 2016.
En 2024, il réitère une collaboration avec le chanteur Ian Scott sur son album In Your Dreams en signant le texte I Know I Can Do It (Because It Can't Be Done).

## Discographie

### Collaborations
- 1979 : Tu peux préparer le café noir, avec Eddy Mitchell
- 1982 : La Chanson de Nicole, B.O.F. La Balance
- 1984 : album Collures par Bergman & Vanhouten, en duo avec Lou Deprijck, 33 tours RKM dont a été tiré le 45 tours Hold-up Sentimental / Fille du fleuve.
- 1986 : PCV, interprété par Yves Rénier.
- 1986 : Tendres fièvres, album d'Alain Chamfort, paroles de Revenir avec vous, Pin-ups, et Déchaîne-moi, adaptation de Can't Get Enough of Your Love, Babe (en) de Barry White[13].
- 1990 : album Sentinelles d'Axel Bauer, paroles de Maria, Metamorphosis, Salam et Sentinelle[14].
- 2005 : paroles de The Angry Man on The Pier dans l'album Scandale mélancolique de Hubert-Félix Thiéfaine.
- 2006 : Monsieur Gainsbourg revisited, 14 adaptations anglaises par Boris Bergman, hommage à Serge Gainsbourg, divers interprètes, 1 CD Barclay.
- 2010 : album On trace la route de Christophe Maé, 1 CD Warner.
- 2011 : album Grizzly (ça c'est vraiment moi) de Louis Bertignac, 1 CD Polydor.
- 2012 : album Appel d'air de Ian Scott
- 2013 : album En vers libre de Zouzou, 1 CD Beag Beat/Naïve.
- 2016 : album Les Vestiges du chaos de Christophe, paroles de Ange sale.
- 2017 : EP Résurrection de Tanya Drouginska, paroles de Amours coton, Matins de rêve, L'Homme de Main et CeSSité.
- 2024 : Album In your dreams de Ian Scott
- 2025 : Album "Qui fera taire les parachutes..." de Renaud Bernal, paroles Boris Bergman

### Compilation
- 2016 : Boris Bergman et ses interprètes (compilation 3 CD UMSM)Quelques-uns parmi les nombreux interprètes de chansons écrites par Boris Bergman, des années 1960 jusqu'à aujourd'hui :
D'Alain Bashung à Christophe Maé en passant par Aphrodite's Child, Christophe, Dalida, Juliette Gréco, Marianne Faithfull, Maxime Le Forestier, Paul Personne, Anthony Quinn…

## Filmographie

### Acteur
Longs métrages
- 1981 : Nestor Burma, détective de choc de Jean-Luc Miesch : le tueur vitaminé
- 1982 : Au nom de tous les miens de Robert Enrico : Abram
- 1983 : Le Cimetière des voitures, téléfilm de Fernando Arrabal : Topé
- 1985 : Blessure de Michel Gérard : Dimitri
- 1986 : Le Beauf d'Yves Amoureux : Rocky
- 1989 : Jésus de Montréal de Denys Arcand : Jerzy Strelisky
- 1989 : L'Orchestre rouge de Jacques Rouffio : Alamo
- 1989 : Mister Frost de Philippe Setbon : Victor Sabowsky
- 1991 : Lunes de fiel (Bitter moon) de Roman Polanski : l'ami d'Oscar
- 1993 : Personne ne m'aime de Marion Vernoux : l'homme du bar
- 2002 : And now... Ladies and Gentlemen de Claude Lelouch : le 2e motard
- 2009 : L'Armée du crime de Robert Guédiguian : Monsieur Rayman
- 2018 : Moi et le Che de Patrice Gautier

Courts métrages
- 1985 : Charly, de Florence Strauss : Boris
- 1985 : Cinématon #484 de Gérard Courant : lui-même
- 1988 : Mono-poly de Kathryn Walton-Ward
- 1989 : Scorpion de Florence Strauss
- 1994 : Sabatho de Frédéric Demont
- 1996 : Qu'est-ce que tu vas faire ? de Pierre Linhart

Télévision
- 1986 : L'Été 36 d'Yves Robert
- 2003 : Julie Lescaut, épisode 6 saison 12, Vengeances de Bernard Uzan : Carpentier
- 2011 : Les Amants Naufragés de Jean-Christophe Delpias

### Réalisateur et scénariste
- 1982 : Room service avec Richard Leduc, Dominique Laffin (court métrage)
- 1987 : Le Vampire et le Lapin avec Riton Liebman, Jean-Pierre Kalfon (court métrage)
- 1992 : L'Enfant au trapèze avec Ticky Holgado (court métrage)

## Théâtre
- 26 septembre 2006 (création) : La Nuit du Rat, comédie musicale, livret et textes des chansons de Boris Bergman et musique de Paul Ives, mise en scène de Richard Leduc, avec Sacha Bourdo, Paul Ives[Note 5] et Boris Bergman (le narrateur), Théâtre Déjazet, Paris.
- 2008 : Yalta 1916, comédie musicale de Boris Bergman d’après la nouvelle d’Anton Tchekhov, La Dame au petit chien (1899), mise en scène de Boris Bergman et musique de Makoto Carteron, Théâtre de l'Épée de Bois (La Cartoucherie, Paris), du 12 novembre 2008 au 7 décembre 2008.

## Œuvre littéraire
- Un tatami pour Mona Lisa, Bordeaux, Le Castor astral, 1999  (ISBN 2-85920-358-3)
- Il a marché sur la queue du dragon, Paris, Éditions du Seuil, 2001  (ISBN 2-02-048000-X)
- L'Infini... tout le monde descend, Paris, Seuil, 2004  (ISBN 2-02-063286-1)

### Collaborations
- Vincent Perrot (préface de Boris Bergman) : B.O.F. Musiques et compositeurs du cinéma français, essai, Éditions Dreamland, 2002  (ISBN 2910027937).
- Katya Legendre avec Yann Queffélec et Boris Bergman pour les légendes des photos de Katya Legendre : A.N.A.T.O.L.E, portraits de personnalités posant avec le poupon Anatole, Éditions Terrail, Paris, 2007  (ISBN 2879393426)
- Pierre Mikaïloff (préface de Boris Bergman) : Alain Bashung, vertige de la vie, biographie, Éditions Alphée, 2009  (ISBN 9782753804821), présentation en ligne
- Jean-Emmanuel Deluxe (préface de Boris Bergman) : French New Wave, biographie, Éditions Fantask, 2021  (ISBN 2374940314),  (ISBN 978-2374940311), présentation en ligne
- Ian Scott (préface de Boris Bergman) CD Appel d'air.